# Хэйдзи (собака)
Хэйдзи (1972 или 1973 ? — 3 августа 1988) — собака (самка) породы акита-ину, проживавшая центре горного туризма Тёдзябара в японской префектуре Оита, получившая известность как единственная сертифицированная собака-горный проводник, «водившая» туристов на гору Кудзи. Имела белый окрас со светло-коричневыми полосами, идущими от головы по спине.
Дата рождения и происхождение Хэйдзи неизвестны. Она была найдена щенком летом 1973 года сотрудником центра Тёдзябара Энокумой Хо; на момент обнаружения щенок страдал от тяжёлого кожного заболевания, потеряв половину шёрстного покрова. После успешного лечения Энокума, работавший в центре проводником для туристов, стал брать с собой Хэйдзи в походы; в скором времени собака проявила большие способности в запоминании безопасных маршрутов и смогла сама уходить на гору и возвращаться в центр, безошибочно отыскивания тропинки и избегая опасностей. Проведя «обучение», сотрудники центра в 1974 году решили «ввести в штат» Хйэдзи в качестве собаки-горного проводника, предлагая походы с ней в таком качестве туристам.
Хэйдзи прослужила в Тёдзябаре всю оставшуюся жизнь — 14 лет, получив за это время известность во всей Японии и став своего рода местной туристической достопримечательностью. Особые способности Хэйдзи были отмечены даже государственными органами, выдавшими ей официальный сертификат «собаки-горного проводника» наподобие тех, что выдаются служебным собакам или собакам-поводырям. Подобный сертификат в японской истории получала только Хэйдзи. За 14 лет службы она «водила» на Кудзи как, например, экскурсионные группы, состоявшие из младших школьников, так и профессиональных альпинистов, охотно пользовавшихся её услугами. Считается, что как минимум несколько раз она спасала людей от верной гибели.
Здоровье Хйэдзи пошатнулось только в 1988 году: ей становилось всё тяжелее подниматься на гору, начала отниматься правая задняя нога. Своё последнее восхождение она совершила 11 июня 1988 года, после чего сотрудники Тёдзябары объявили о её «выходе на пенсию». Менее чем через два месяца Хэйдзи скончалась. 10 июня 1989 года около центра Тёдзябара в её честь была установлена бронзовая статуя. Образ Хэйдзи пользуется популярностью в японской культуре: о ней написано несколько книг для детей, снято 2 фильма.